# 과학기술발전 3개년 계획
과학기술발전 3개년 계획은 1985년 김정일이 단독 입안하여 추진한 과학기술발전 단기계획이며 1967년 2차 과학기술발전 10개년 장기 계획 이후 최초의 단기 과학기술발전 계획이다.
북한은 1984년 김일성이 동구권을 순방을 하러 갔을 때 소련과 그외의 동구권 나라들이 발전을 하는 것을 보고 충격을 받고 북한의 낙후함을 본 나머지 결국 질타를 하여 결국 김일성의 명령을 받은 김정일의 단독적인 입안으로 결국 과학기술발전 3개년 계획을 추진을 하게 되었다.
그리하여 1차 과학기술발전 3개년 계획은 1988년부터 1991년 6월까지 추진을 하게 되었고 2차 과학기술발전 3개년 계획은 1991년 7월부터 1994년 6월까지 추진을 하게 되었다. 

## 과학기술발전 추진 경과
북한의 과학기술발전 추진 목표에 대하여 보자면 이러한데 북한은 원료와 연료 그리고 동력 자원의 연구 목표와 기술 장비 혁신의 연구 목표, 첨단과학기술 개발을 목표로 연구 경과를 내세우게 되었음을 알수가 있었다.

## 원료, 연료, 동력자원의 개발과 이용 과정[1]
- 지질탐사기술의 현대화：3,000m, 5,000m 시추기 제작, 항공우주 사진자료 해석법, 물리 탐사법, 지구과학적 탐사법, 석유탐사기술 개발
- 굴진장비의 현대화 및 굴진속도 개선：유압식 착암기, 윤활차대식 착암기, 굴 진용 차대, 최신식 천공기, 자동 리프트와 대형 원통식 권양기, 갱 건설과 굴 진 및 채탄작업의 종합적 기계화, 수력채탄기술 확보
- 상하방향의 심공천공방법, 신식 채광기술
- 유색금속 170만톤 생산을 위한 선광장 처리능력 개선：조광 예비처리기술, 선 광장 처리능력 향상, Ti, Zr, Li, Be 등 희토류 광물과 중정석 등의 비금속 광 물 선광법, 물리화학적 처리방법, 부유선광기술 개량, 납과 아연산화물 선광기 술, 선광부문 탈수설비의 현대화, 제련 슬래그에서 유용금속 회수기술, 마그네 사이트 광석의 선광기술, Si, Ca 성분의 제거, 지방족 알콜로 알킬황산염 제조
- 철광석 채굴능력 향상을 위한 선광공정 개선：내수성 폭약의 개발, 압착 발파법의 도입
- 저열탄, 초무연탄 등 저질탄의 합리적 이용을 위한 양질의 보일러 개발
- 국내탄에 의한 제련, 제강기술 개발, 새로운 카바이드 생산 방법：국내탄에 의한 직접 제철법, 로정 고압법, 복합 송풍법의 도입, 플라즈마 용해 기술 개발
- 분탄가스화에 의한 암모니아 생산기술：C1 화학 연구, 공업화를 통한 국산 무연탄 기반의 화학 공업 육성, 카바이드와 메탄올을 원료로 하는 새로운 합성 수지 제조, 원유 가공 공업의 부산물로 새로운 합성수지 개발, 가소제, 도료, 접착 제, 절연체 제조기술
- 칼륨 비료 공업을 위한 가공기술：새로운 주체적 기초 화학 공업 원료의 개발, 이용기술, 알루미나와 탄산소다 제조 기술, 하석의 종합적 처리 기술
- 국내자원에 기초한 경금속공업 발전：알루미늄 가공과 알루미늄 합금기술
- 에너지문제의 해결：원자력, 태양에너지, 풍력, 지열 등의 개발․이용에 관한 연구, 핵에너지의 평화적 이용을 위한 과학기술적 문제, 신형 전환로, 고속증식로 개발을 위한 연구, 레이저법과 화학교환법 등의 우라늄 농축기술, 핵융합, 재처리, 방사성폐기물 처리에 관한 기술개발, 연료전지, 신형전지, 냉열전지, 수소에너지의 효율적 이용기술 개발, 석탄의 액화, 가스화, 용매추출, 메탄올화에 관한 기술

## 기술장비 혁신 과정
- 에너지소비가 많은 공업부문의 설비와 생산공정 개조
- 제철공업의 용광로 개조：산소전로 제철법 개발, 용선의 예비처리 및 취련 기술 확보, 컴퓨터에 의한 취련 공정의 컴퓨터 조종 시스템 확립, 플라즈마 전기제강법 개발, 연속식 압연공정 확립
- 유색금속공정의 기술 개조：납, 아연 제련기술의 현대화, 동제련에서 산소농화를 이용한 자열 용광로 개발, 동제련 폐기가스 처리에 의한 황산 제조 공정 확보
- 화학공장 기술개조：산소열법 카바이드 가스, 분탄 가스화에 의한 암모니아 제조기술 개발, 중과린산석회비료의 생산공정기술, 제초제, 살균제, 살충제 등 농약 생산기술, 고장력 비날론, 연질 비닐의 개발, 나일론과 테트론 생산 공정, 화학섬유 생산공정의 황화기 연속화, 연속 인견방사기 대형화, 금망식 정련기, 원통식 건조기 등의 현대 설비 도입, 활엽수 이용율이 높은 인견펄 프 생산기술, 연속 증해와 파쇄법을 결합한 기술, 습식 열분해에 의한 소다 회수법, 가압식 쇄목 펄프와 열기계 펄프 생산기술의 도입, 고지 재생기술 확보
- 건재공업부문의 시멘트 생산기술 개조, 품종 다양화：부유가스식 시멘트 생 산공정의 완성, 초강력 시멘트, 내황산염 시멘트, 내화콘크리트용 알루미나 시멘트, 유류저장용 시멘트, 팽창시멘트, 발파시멘트 등의 개발, 판유리 생산 공정의 현대화
- 전력공업：새로운 독창적인 수력자원 개발방식의 도입, 화력발전소 건설과 증산, 손실 감소 기술, 수력발전소 수차 개조, 절연도 향상, 발전기 효율화 기술, 초고압 송전선 개발 도입, 공장 폐열을 이용한 발전
- 생산공정의 종합적 기계화, 자동화, 로봇화, 컴퓨터화 실현
- 기계제작공업 발전：자동차, 트랙터 성능향상과 수명연장에 관한 기술개발, 펌프, 통풍기, 고성능 원심펌프, 보일러 급수펌프 등의 개발을 통한 유체기계 성능향상, 유아기기의 품질개선과 신뢰성, 수명 향상, 유압 굴삭기와 자동리 프트, 유압식 자동차 자키 제조, 전기기계설비와 기기의 개량과 현대화, 건식 변압기, 진공차단기 개발 도입, 주물과 공구, 용접, 절연체 기술개량
- 공작기계의 현대화, NC화, 각종 로봇 개발：NC 선반, NC 밀링머신, NC 보링반, 머시닝센터, NC 연삭반 등의 개발, 재료 처리 로봇, 점용접과 주변 용접 로봇 개발

## 기초과학, 첨단과학기술 개발 과정
- 전자, 자동화기술 발전：IC 생산공정 확립, 화합물 반도체에 관한 연구, 광소자 생산 기술, 광 통신 기술 개발
- 컴퓨터 생산의 공업화를 위한 기술 개발：자동화 요소, 장치, 시스템 개발
- 16M, 64M 디램 개발 확보 및 GaAS 화합물 반도체 개발 확보
- 세포 공학을 이용한 식물의 유전 형질 개량에 관한 연구
- 단백질사료 생산 확대와 섬유소 분해효소를 이용한 당 생산
- 원친간 교배법, 이종간 교배법, 화분 배양, 세포 원형질 융합 및 배양에 의한 내병성, 내 쓰러짐성, 생산성이 높은 벼 신품종 육성
- 식물 성장 촉진제, 복합 자극제의 개발
- 삼투성 살충제 아제파드 등의 살충, 살균제 개발
- 초고압 물리학 연구 강화에 의한 공구용 초경질 재료 개발, 인조 다이아몬드, 입방 질화 붕소 개발
- 아몰퍼스 합금, 뉴 세라믹스, 내열, 내방사선 재료, 탄소 섬유, GaAs 반도체, 유기 반도체 등 신소재의 개발
- 마이크로 고체 레이저용 단결정 성장 시험발진, 레이저 변조용 단결정 성장에 관한 연구

## 연구 성과 과정[2]
1987년 국가 과학원은 16MB 디램을 개발하는데 성공을 하고 이때 집적회로 시험 공장에서 한국보다 3년 앞서서 개발에 성공을 하였다.
그리고 1991년 7월에는 64MB 디램을 마저 설계를 끝마치는데 성공을 거두게 되었으며 그리고 1993년에는 잠수정 로봇을 개발하여 발명공보에 수록이 되는데 성공이 됨으로써 로봇 개발에도 한층 더 열을 올리게 되었다. 
1989년에는 9mm2당 100만 개의 표준 셀 과정의 집적회로 생산에 성공을 하여 결국 마이크로프로세서와 디램, S램 등을 개발할 수 있는 과정을 거치게 되었으며 1991년에는 황해제철련합기업소에 컴퓨터 조종체계를 마련을 하는데 성공을 하여 통합 생산 체계가 구축이 되는 데 성공을 하였다. 
하지만 전자 - 자동화 부문에서는 성과가 집중적으로 나타난데 반하여 정말로 중요한 자원 부문과 용광로 관련 부문에서는 그다지 좋은 성과가 나타나지 않았고 특히 1993년 3차 7개년 계획 실패로 이어져서 결국 1차 과학기술발전 3개년 계획으로 끝마치고 말았다. 